# Лихачёв, Геннадий Михайлович
Геннадий Михайлович Лихачёв (15 августа 1946, Саратов, РСФСР) — советский футболист. Играл на позиции левого нападающего. Мастер спорта СССР (1969).

## Карьера
Окончил Львовский институт физкультуры.
Техничный, быстрый и выносливый нападающий отличался точным ударом и широким диапазоном действий, мог также сыграть и в полузащите. Выступал за молодежную и олимпийскую сборные СССР. Начинал карьеру в саратовском «Соколе», потом десять лет играл за львовские «Карпаты», а закончил карьеру в харьковском «Металлисте». Победитель кубка СССР 1969 года.
После завершения игровой карьеры некоторое время занимался бизнесом, работал тренером СДЮШОР «Карпаты», играл в матчах ветеранов «Карпат». Живёт во Львове.